# 尖棘甕鰩
尖棘甕鰩（学名：Okamejei acutispina），又名光棘鰩、耳棘鯆魮、魴仔，为軟骨魚綱鰩目鰩科鯆魮屬下的一个种，被IUCN列為易危保育類動物，分布於西太平洋日本至東海海域，深度25至150公尺，體長可達45公分，棲息在沙泥底質的亞潮間帶，為底棲性魚類，以硬骨魚及無脊椎動物為食，卵生，生活習性不明。